# Различков шаренац
Различков шаренац (лат. Melitaea phoebe) врста је лептира из породице шаренаца (лат. Nymphalidae).

## Опис
Боја је веома варијабилна, са неколико нијанси наранџасте. У низу доњих поља на задњем крилу налазе се црвени кругови, увек видљиви са доње стране а понекад и са горње.

## Распрострањење и станиште
Везан је за ливадска станишта, обично близу шума, путева или потока. Насељава јужну и средњу Европу. 
- Мужјак
- Мужјак од доле
- Женка
- Женка од доле

## Биљке хранитељке
Биљке хранитељке су биљке из рода врба (Salix spp.); тополе (Populus spp.).